# Кудашева, Раиса Адамовна
Раи́са Ада́мовна Куда́шева (3 (15) августа 1878, Москва — 4 ноября 1964, там же) — русская поэтесса и писательница. Автор слов популярной детской новогодней песенки «В лесу родилась ёлочка».

## Происхождение
Родилась 15 августа 1878 года в Москве, в дворянской семье потомков полонизированного литовского княжеского рода Гедройцев. Отец — Адам Гедройц, чиновник Московского почтамта, дослужившийся до надворного советника.

## О жизни

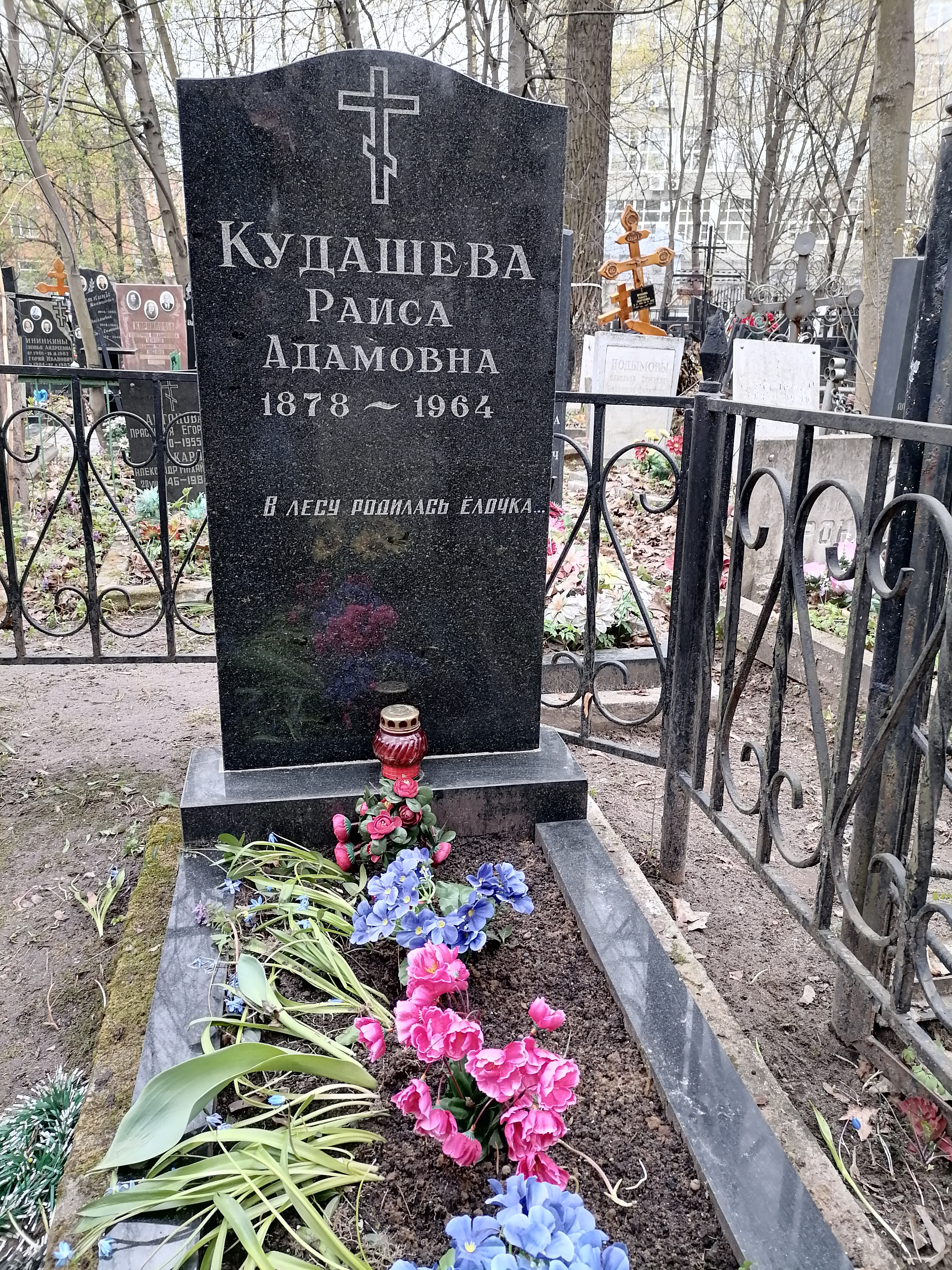
Могила на Пятницком кладбище

О жизни известно мало. Окончила женскую гимназию М. Б. Пуссель. По отзывам близких, обладала педагогическим даром. Работала учителем, а в советское время несколько десятилетий — библиотекарем. 
Короткое время (в 1900-е гг.) была женой князя Алексея Ивановича Кудашева, до этого работала гувернанткой его малолетнего сына.
Скончалась 4 ноября 1964 года в Москве на 87-м году жизни. Похоронена на 2-м квартале 11-го участка Пятницкого кладбища. 

## Литературная деятельность
С детства писала стихи. Первое сочинение появилось в печати в 1896 году (стихотворение «Ручейку» в журнале «Малютка»). С тех пор стихи и детские сказки Кудашевой стали появляться на страницах многих детских журналов, таких как «Малютка», «Светлячок», «Подснежник», «Солнышко» под псевдонимами «А. Э», «А. Эр», «Р. К.». «Я не хотела быть известной, но и не писать не могла», — впоследствии говорила она. В 1899 году в журнале «Русская мысль» была опубликована повесть Кудашевой «Лери», которая так и осталась её единственным произведением для взрослых. В повести рассказывается об отрочестве и юности девушки из дворянской семьи, её первой большой любви к блестящему офицеру.

## Песенка про ёлочку
В декабре 1903 года в новогоднем номере журнала «Малютка» было напечатано стихотворение «Ёлка», подписанное псевдонимом «А. Э». Стихотворение, положенное два года спустя на музыку Леонидом Бекманом, обрело всенародную славу, но имя его истинного автора долгое время оставалось неизвестным. Раиса Адамовна не знала, что «Ёлочка» стала песенкой. Только в 1921 году совершенно случайно, когда она ехала в поезде, услышала, как девочка поёт её «Ёлочку». Стихотворение было вновь переиздано перед самым началом войны в 1941 году в сборнике «Ёлка» (М.—Л.: Детиздат, 1941). Составительница сборника Эсфирь Эмден специально разыскала автора стихотворения и указала фамилию Кудашевой в тексте.
Существует легенда, что авторство Кудашевой было раскрыто при вступлении в Союз писателей СССР. По одной версии, однажды в кабинет Максима Горького постучалась пожилая женщина, которая сообщила, что хотела бы вступить в его организацию. Когда Горький поинтересовался, что же она написала, женщина ответила: «Только детские тоненькие книжки». На это Горький ответил, что в его организацию принимают только серьёзных авторов, написавших романы и повести. «Нет, так нет», — ответила на это женщина и пошла к выходу, а потом обернулась, и спросила: «Может, вы слышали хоть одно моё стихотворение?» и прочла Горькому знаменитые строки: «В лесу родилась ёлочка, в лесу она росла, зимой и летом стройная, зелёная была». Услышав эти строки, Горький тут же принял Кудашеву в Союз писателей. По другой версии, эта история произошла с Александром Фадеевым. Фадеев спросил: «Так это вы написали?». И стал вспоминать, где это было напечатано и как он первый раз прочёл эти стихи и плакал, как плачут все дети, когда доходят до последних строк стихотворения. Он вызвал к себе своих сотрудников и отдал распоряжение, чтобы автора немедленно оформили в Союз писателей и оказали ей всяческую помощь.
Ещё одна версия этой истории рассказана в письме вдовы поэта Николая Адуева к писателю Виктору Конецкому:

Во время войны писателям полагались всякие пайки. Адуев ненавидел ежемесячное хождение за ними. Однажды в коридоре Союза писателей он увидел, как в заветную дверь вошла незнакомая старушка, и услышал следующий разговор: «Вы по какому списку?» — «…» — «Вы прозаик или поэт?» — «Я, собственно, написала одно стихотворение…» — «???» — «В лесу родилась ёлочка…». Непробиваемый секретарь Союза выскочил в коридор и закричал: «Вы знаете, кто это??? Вам этого не понять! Вы слишком молоды!» И старушка получила всё по высшему разряду! Так что — надейтесь на добрую память поколений!— «Наука и жизнь»
Всего Раиса Кудашева опубликовала около 200 песенок и рассказов, сказок и стихотворных книжек: «Санки-самокатки», «Стёпка-растрёпка», «Беда петушка», «Бабушка-Забавушка и собачка Бум»… С 1948 года после многолетнего перерыва вновь стали печататься сборники её произведений: «В лесу родилась ёлочка…», «Ёлочка», «Лесовички», «Петушок» и других.
Известность и признание пришли к писательнице лишь в конце 1950-х годов, когда ей шёл уже восьмой десяток. В то время были напечатаны два интервью с писательницей: одно — в «Огоньке», другое — в «Вечерней Москве». В «Огоньке» — единственная сохранившаяся фотография Раисы Адамовны в очень преклонном возрасте.